# Montferland
Montferland (anhörenⓘ) ist eine Gemeinde der niederländischen Provinz Gelderland und liegt in der Region Liemers. Sie hat eine Gesamtfläche von 106,64 km² und zählte am 1. Januar 2025 nach Angaben des CBS 36.994 Einwohner. Die Einwohner der Gemeinde sind überwiegend römisch-katholisch.

## Orte
Folgende Ortschaften gehören zum Gemeindegebiet (Einwohnerzahl in Klammern; Stand: 1. Jan. 2024):
| Ortschaft     | Einwohner | Anmerkung                          |
| ------------- | --------- | ---------------------------------- |
| Didam         | 13.755    | Hauptsitz der Gemeindeverwaltung   |
| ’s-Heerenberg | 8.750     | Nebenstelle der Gemeindeverwaltung |
| Azewijn       | 830       |                                    |
| Beek          | 2.080     |                                    |
| Braamt        | 1.405     |                                    |
| Kilder        | 1.485     |                                    |
| Lengel        | 245       |                                    |
| Loil          | 2.035     | Aussprache wie: Lool               |
| Loerbeek      | 730       |                                    |
| Nieuw-Dijk    | 1.640     |                                    |
| Stokkum       | 1.180     |                                    |
| Zeddam        | 2.720     |                                    |

## Lage und Wirtschaft

Wappen der ehemaligen Gemeinde Didam

Wappen der ehemaligen Gemeinde Bergh

Montferland liegt südwestlich von Doetinchem und östlich von Zevenaar, unmittelbar an der Grenze zum deutschen Bundesland Nordrhein-Westfalen. ’s-Heerenberg, Stokkum und Beek liegen am Waldgebiet Montferland, an der deutschen Grenze, unweit von Elten und Emmerich am Rhein. Didam, Nieuw-Dijk und vor allem das Bauerndorf Azewijn liegen etwas weiter nördlich im Gebiet De Liemers.
Die Autobahn A12, die in Beek die deutsche Grenze überschreitet und in die deutsche A 3 Arnheim–Oberhausen übergeht, hat mehrere Ausfahrten in die Gemeinde, darunter zwei deutsche (u. a. Ausfahrt 3 nach ’s-Heerenberg).
Bei Oud-Dijk spaltet sich die Autobahn A 18 nach Doetinchem von der A12 ab.
Didam hat einen Bahnhof an der Bahnstrecke Winterswijk–Zevenaar.
Haupterwerbsquellen der Gemeinde sind der Tourismus, das Kleingewerbe (in Didam gibt es ein größeres Gewerbegebiet) und die Landwirtschaft. Auch pendeln viele Einwohner täglich zur Arbeit nach Arnheim oder Doetinchem.

## Geschichte
Die Gemeinde entstand im Rahmen einer Gemeindereform am 1. Januar 2005 durch Zusammenlegung der Gemeinden Didam und Bergh.
Der Ort ’s-Heerenberg ist eine Kleinstadt, die im Mittelalter um Huis Bergh, dem Stammsitz der Herren von Bergh, entstand. Im Jahr 1379 erhielt es das Stadtrecht, und später sogar ein Münzrecht. Das Haus, wo die Münzen geprägt wurden, besteht immer noch. ’s-Heerenberg war lange Zeit ummauert und hatte nur zwei Stadttore. Die Burg, Huis Bergh genannt, geriet 1912 in die Hände des reichen Textilmagnaten  J. H. van Heek, der dort seine Privatkunstsammlung unterbrachte.
In Didam wurden bei archäologischen Grabungen mehrere römische Münzen gefunden. Zur Zeit Christi hatten die germanischen Chamaven dort eine Siedlung.
In Zeddam gab es seit 1000 eine Motte mit dem späteren Namen Montferland. Er ist möglicherweise eine Anspielung auf die große Kreuzfahrerburg in Syrien Montferrand.
Die Dörfer Azewijn und Braamt bestehen ebenfalls bereits seit dem Mittelalter.

## Politik

### Sitzverteilung im Gemeinderat
Der Gemeinderat wird seit der Gemeindegründung folgendermaßen gebildet:
| Partei                    | Sitze | Sitze | Sitze | Sitze | Sitze |
| Partei                    | 2004  | 2010  | 2014  | 2018  | 2022  |
| ------------------------- | ----- | ----- | ----- | ----- | ----- |
| CDA                       | 13    | 10    | 11    | 8     | 6     |
| Helder                    | –     | –     | –     | –     | 5     |
| Lijst Groot Montferland a | –     | –     | 1     | 3     | 5     |
| Lokaal Belang Montferland | 3     | 5     | 4     | 6     | 3     |
| PvdA                      | 4     | 4     | 3     | 3     | 3     |
| VVD                       | 3     | 3     | 2     | 3     | 2     |
| D66                       | –     | 1     | 1     | 2     | 1     |
| Burger Belangen a         | 2     | 2     | 1     | –     | –     |
| Eerlijk Montferland       | –     | –     | 0     | –     | –     |
| LM                        | 0     | –     | –     | –     | –     |
| Gesamt                    | 25    | 25    | 23    | 25    | 25    |

Anmerkungen

### Bürgermeisterin
Seit dem 22. Mai 2025 ist Anne-Marie Fellinger (parteilos) amtierende Bürgermeisterin der Gemeinde.

### Kollegium von Bürgermeister und Beigeordneten
Das Kollegium besteht für den Zeitraum von 2018 bis 2022 aus Mitgliedern der Parteien CDA, D66, Lokaal Belang Montferland und VVD. Sie wurden im Rahmen einer Ratssitzung am 26. April 2018 berufen. Folgende Personen gehören zum Kollegium und sind in folgenden Bereichen zuständig:
| Name              | Partei                    | Ressort |
| ----------------- | ------------------------- | --- |
| Walter Gerritsen  | CDA                       | räumliche Entwicklung, Logistik, Zusammenarbeit der Gewerbegebiete West-Achterhoek, Wohnungswesen, Lizenzierung, Denkmäler, Umweltgesetz, Projekt: Bloemenbuurt Didam, Grundprobleme                                                         |
| Wim Sinderdinck   | Lokaal Belang Montferland | Sozialhilfegesetz, Jugendhilfe, regionale Zusammenarbeit gesellschaftlicher Kompetenzbereiche, Volksgesundheit, Wohl |
| Martin Som        | VVD                       | Arbeit und Einkommen, wirtschaftliche Angelegenheiten, Erholung und Tourismus, Finanzen, Steuern, kommunale Immobilien (Gebäude) |
| Ruth Mijnen       | D66                       | verwaltungstechnische Erneuerung, Kunst und Kultur, Nachwuchs, Sport, Projekt: Fußball-Einrichtungen, Projekt: Schwimmbad de Hoevert, Versorgungspolitik der Ortskerne, Bildung, Bildungshäuser, Projekt: breites Schulkonzept ’s-Heerenberg |
| Oscar van Leeuwen | CDA                       | öffentliche Arbeit, Personal und Organisation, Information und Automatisierung, Dienstleistung, Kommunikation und Aufklärung, Nachhaltigkeit, Projekt: Masterplan Didam                                                                      |

Das Amt des Gemeindesekretärs wird von Ted Evers ausgeübt.

## Bilder

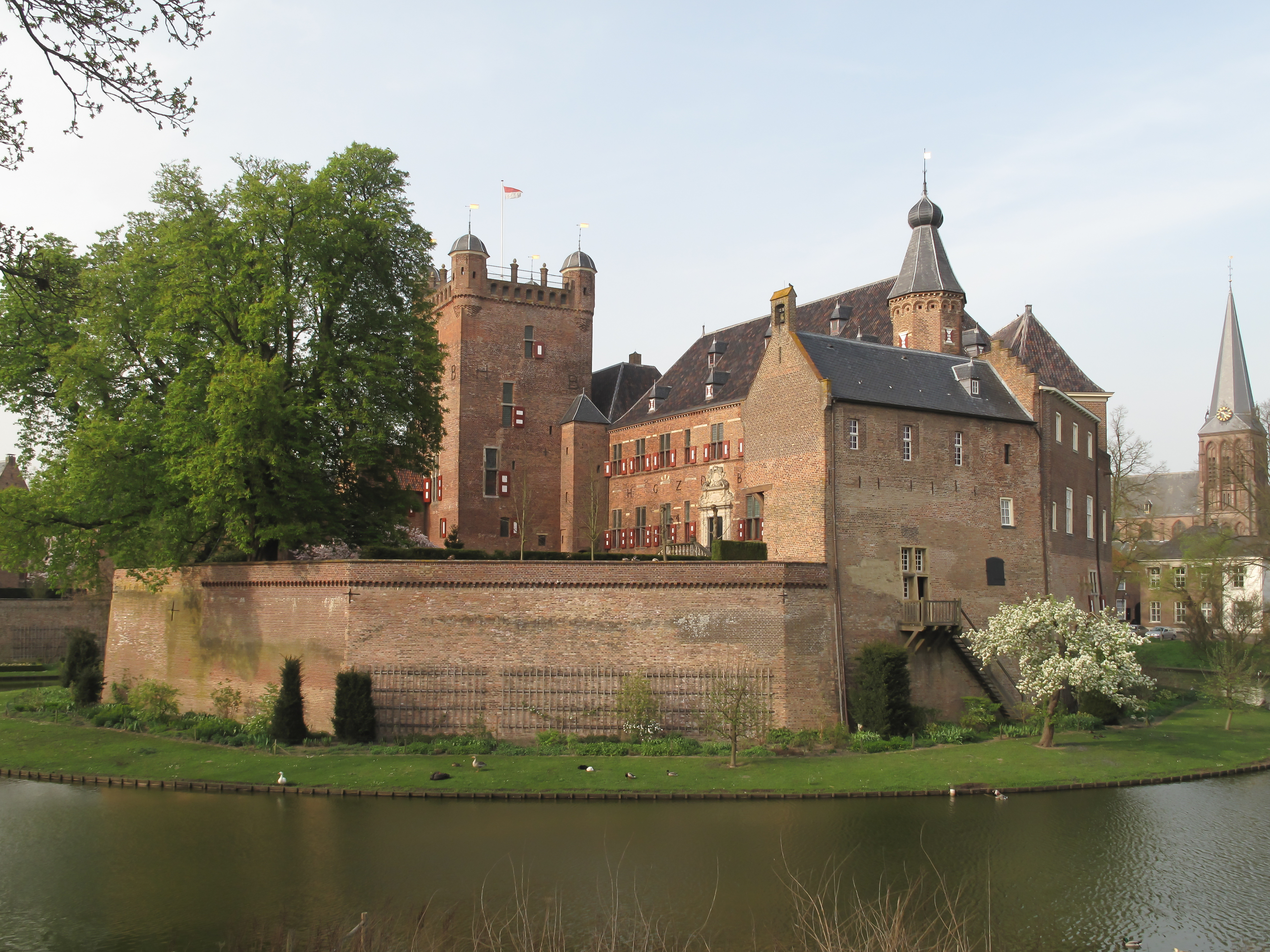
's-Heerenberg, Schloss: huize Bergh
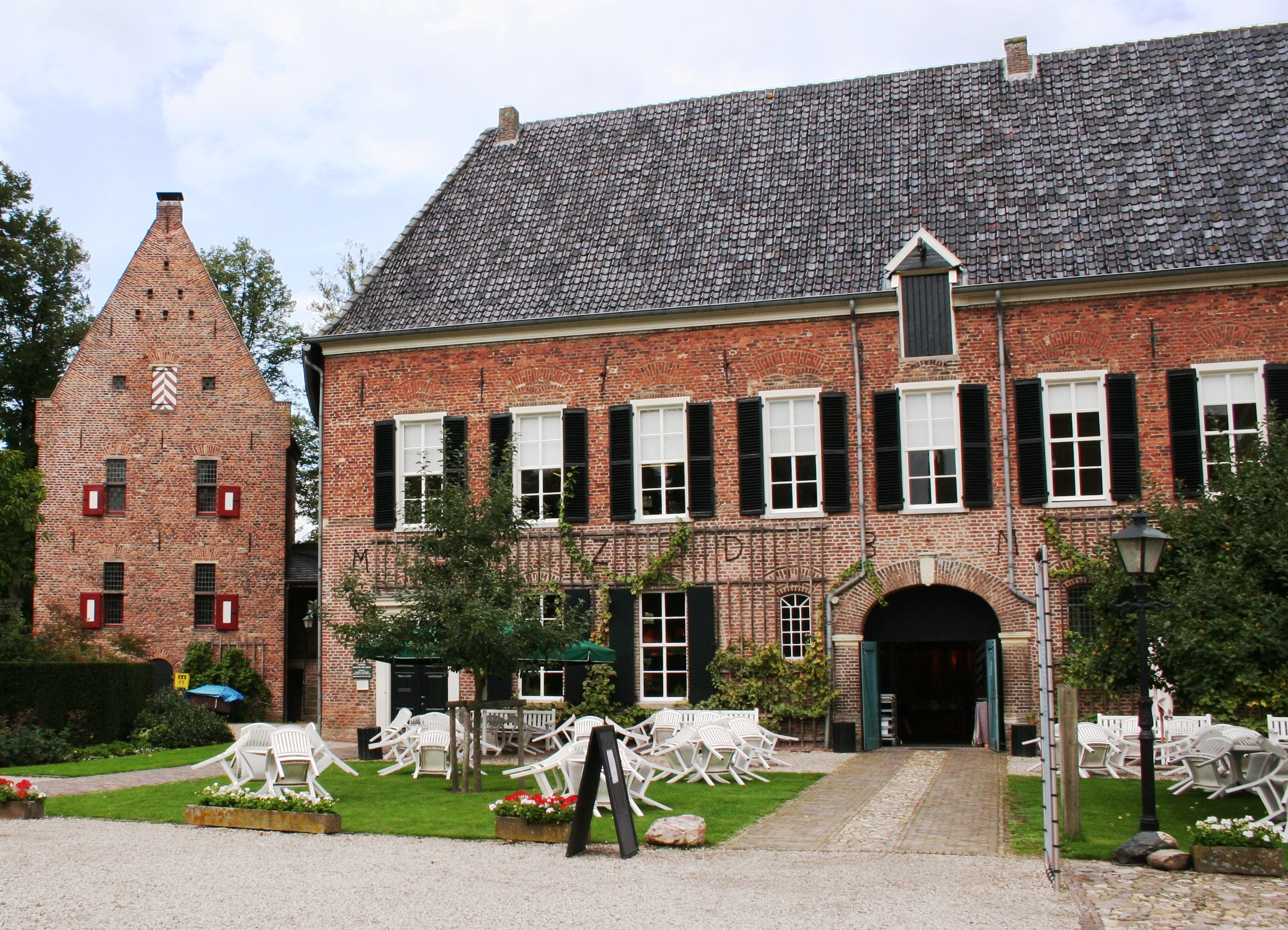
's-Heerenberg, Restaurant bei Huis Bergh
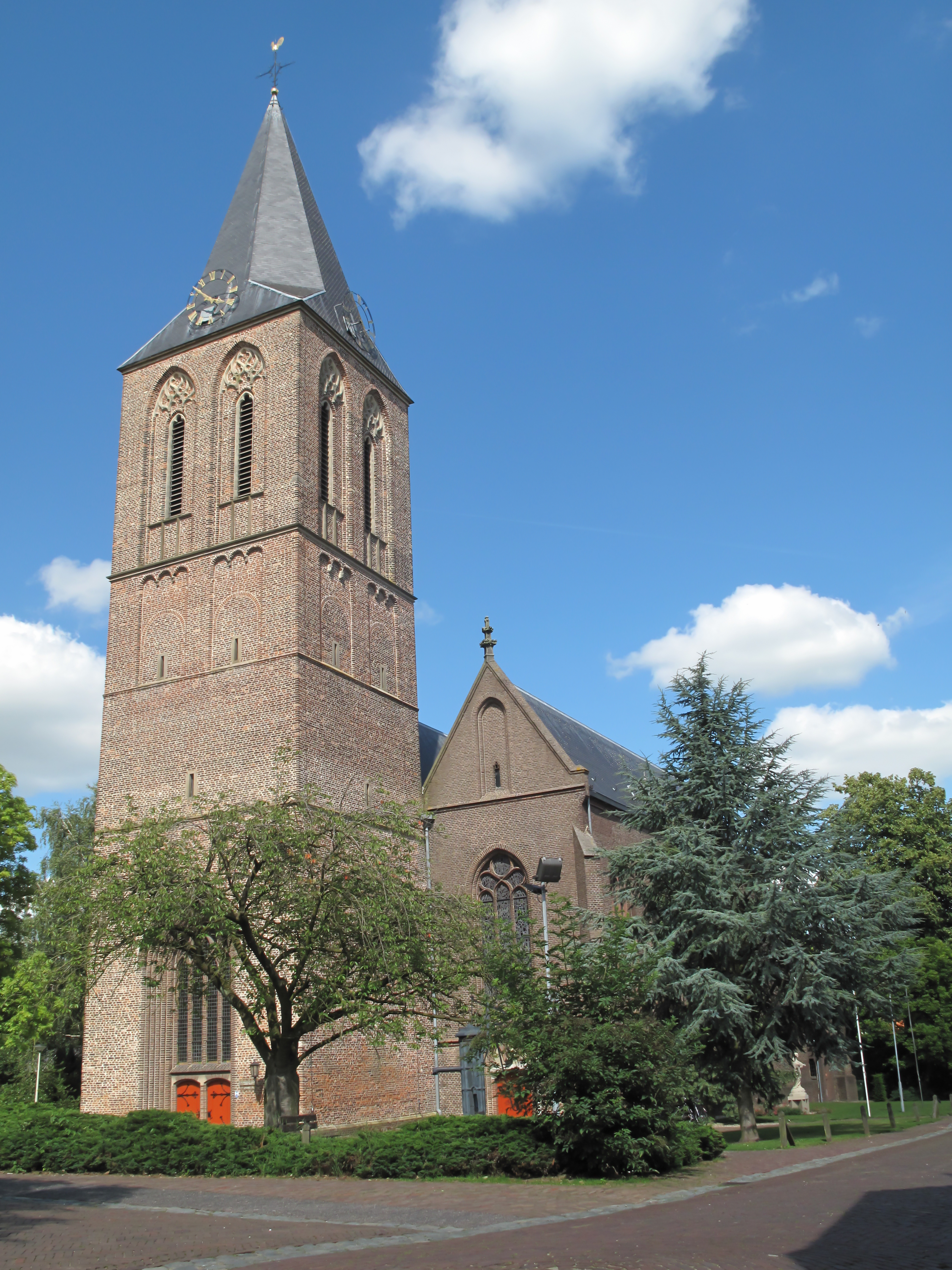
Zeddam, Kirche: de Sint Oswaldkerk
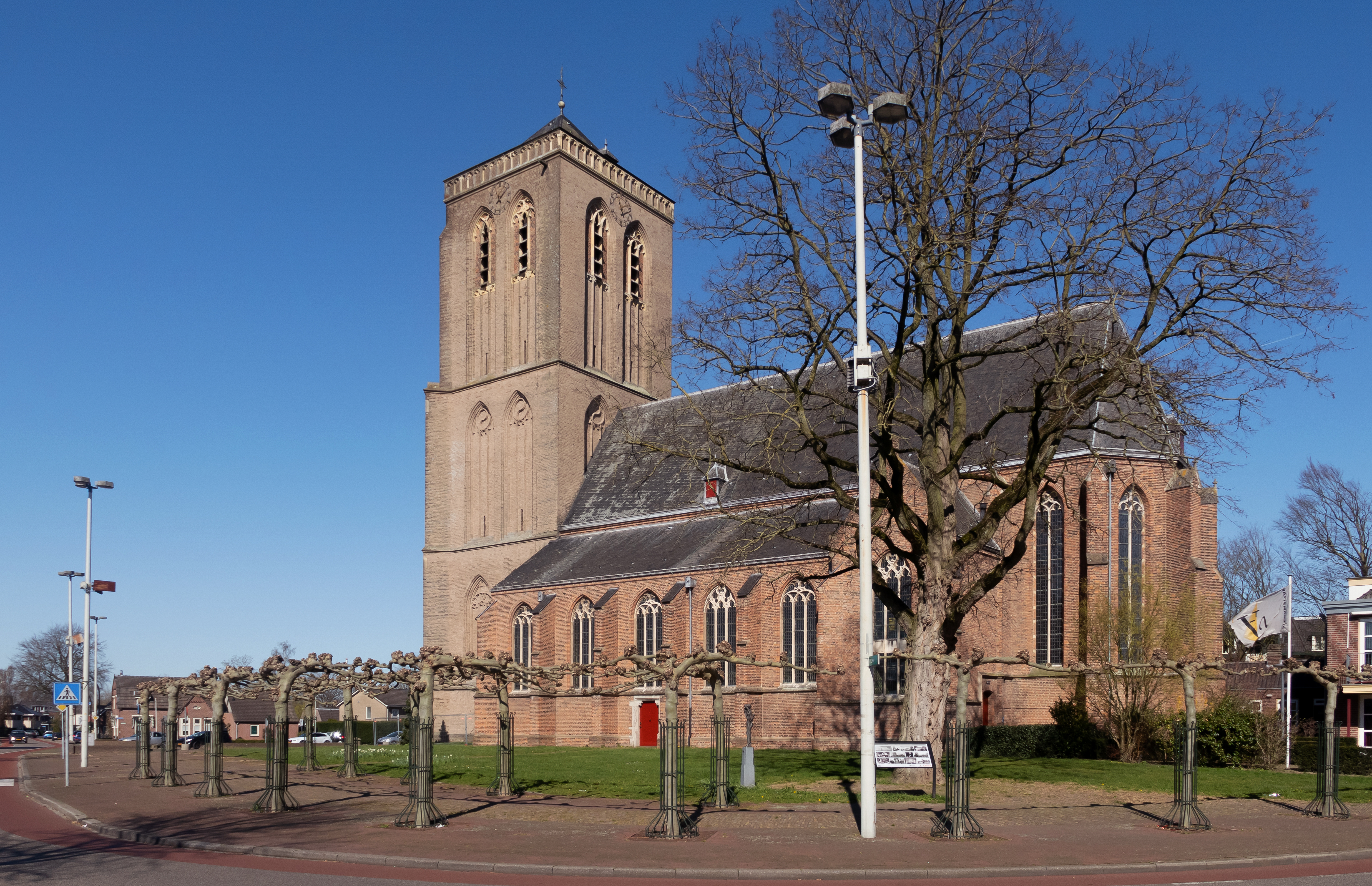
Didam, Kirche: Onze Lieve Vrouw van Altijddurende Bijstand
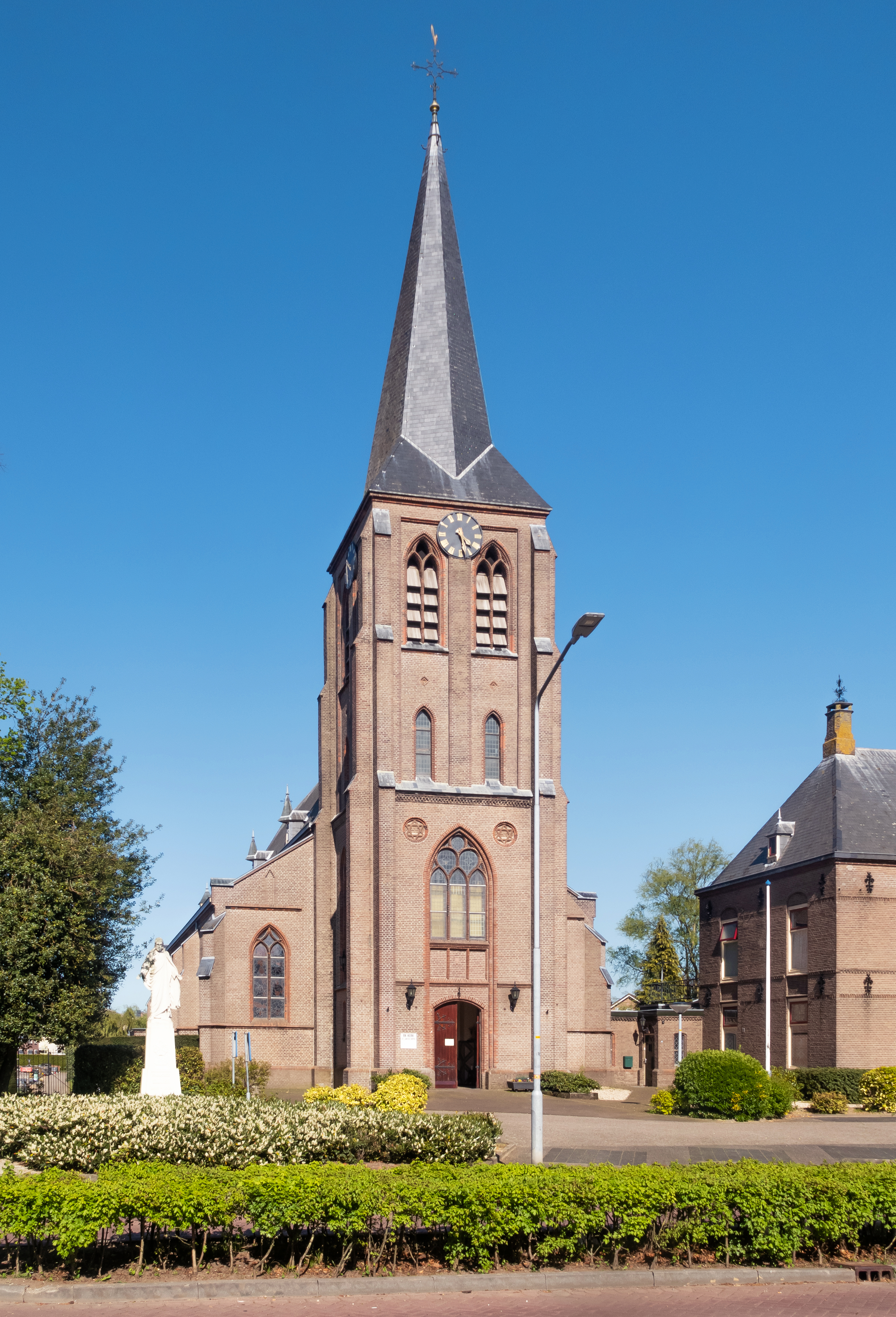
Kilder, Kirche: die Sint-Johannes de Doperkerk
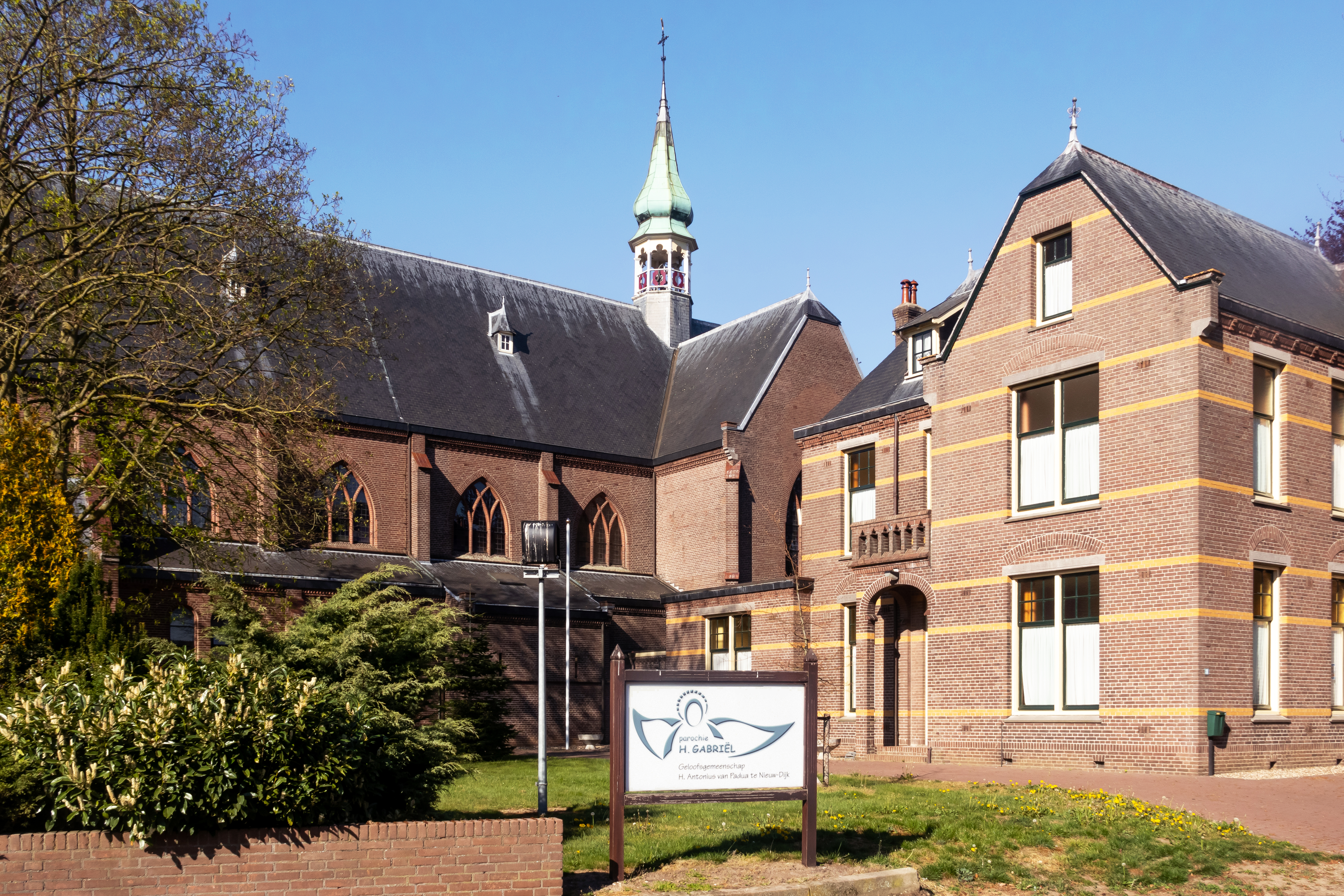
Nieuw-Dijk, Kirche: die Sint Antonius van Paduakerk
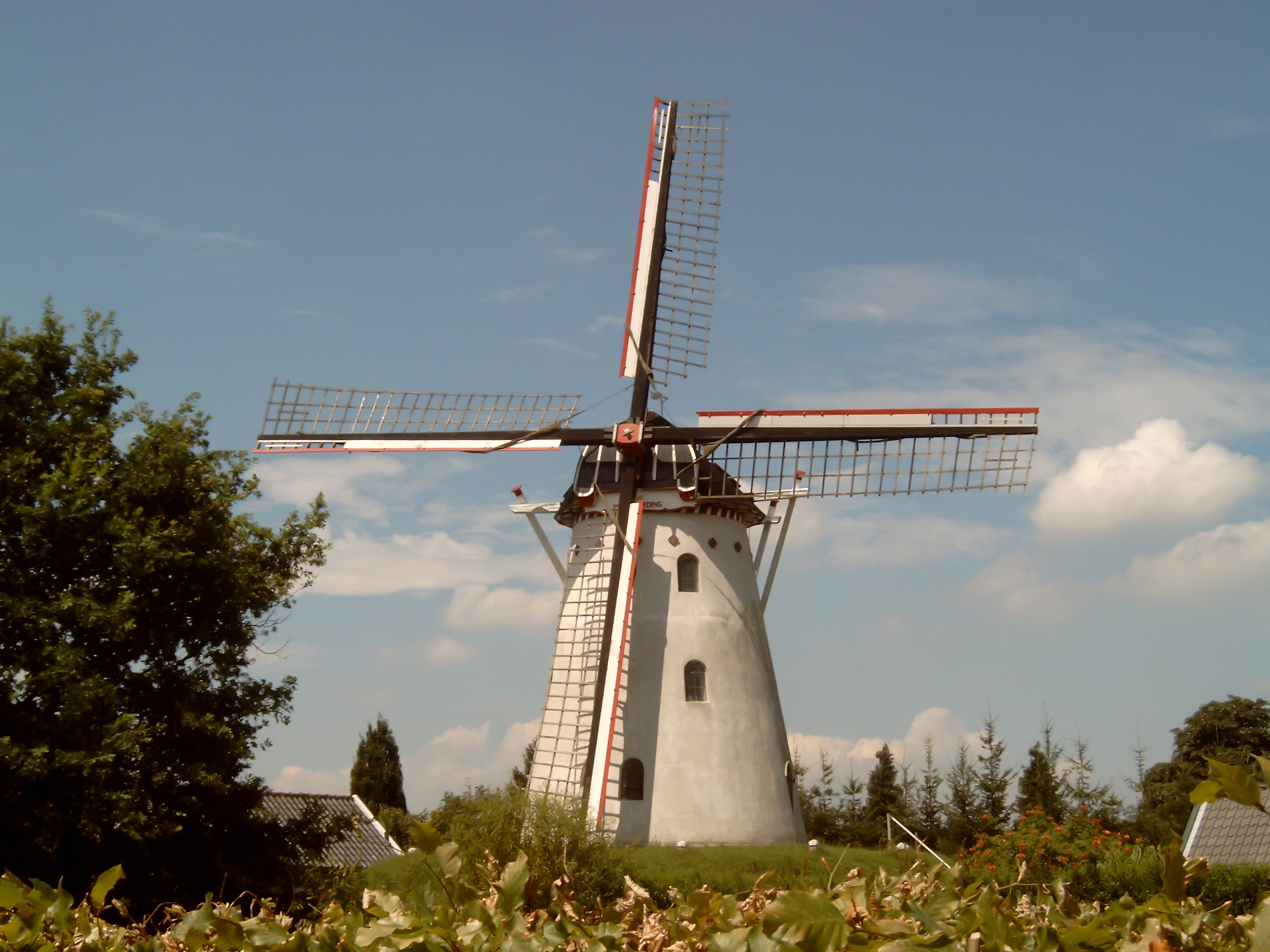
Zeddam, Mühle: de Volharding
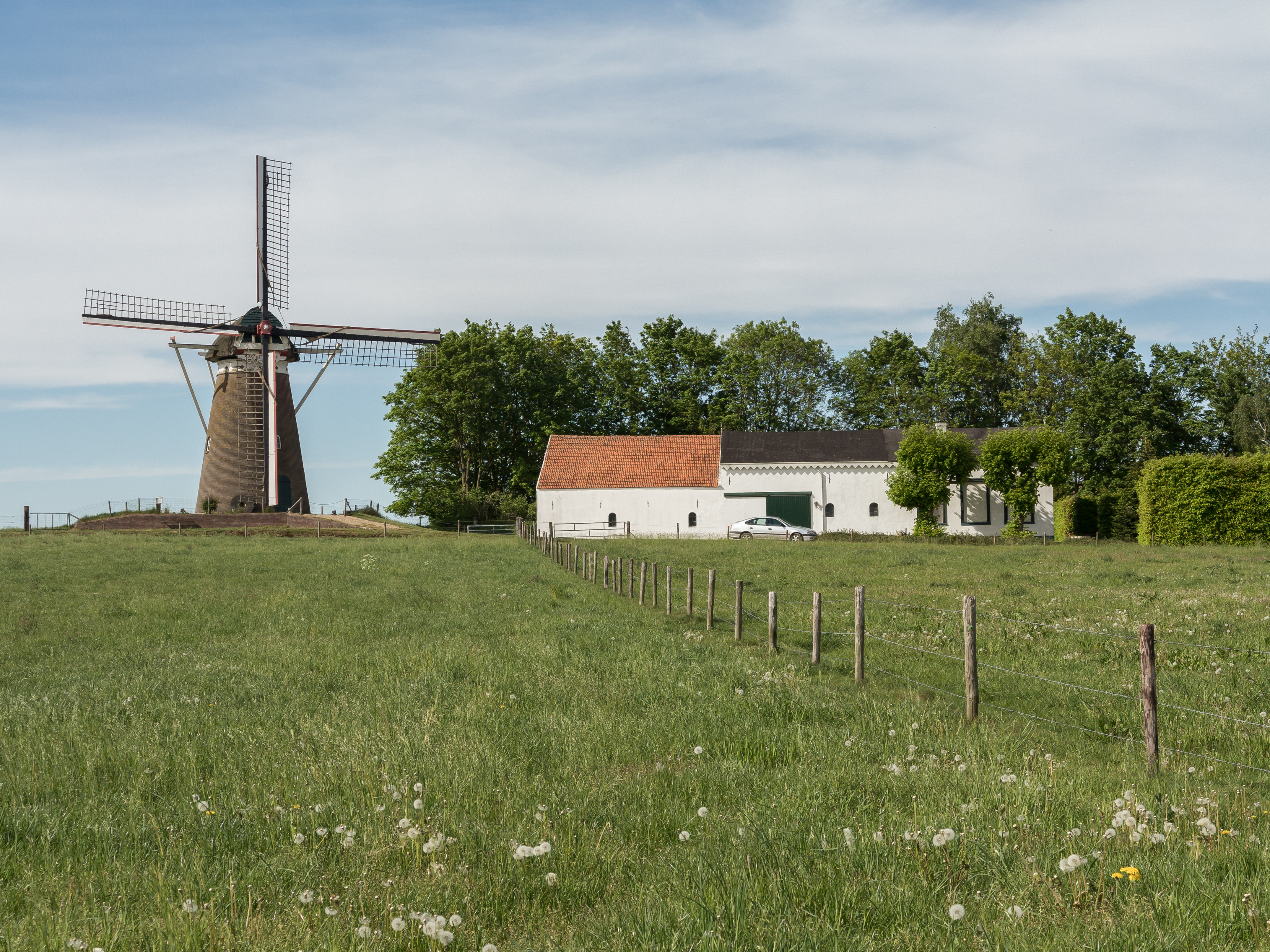
Stokkum, Mühle: Düffels Möl

## Sehenswürdigkeiten
- Huis Bergh in ’s-Heerenberg ist jetzt ein Museum mit bedeutender Kunstsammlung: viele Handschriften, Gemälde und Münzen aus dem späten Mittelalter. Um die Burg ein schöner Schlossgarten
- das hügelige (bis 93 Meter über NN) Waldgebiet Montferland, das sich jenseits der Grenze in Elten fortsetzt, bietet viele Möglichkeiten zum Radfahren und Wandern
- die 1441 erbaute Mühle von Zeddam
- in Braamt ist ein kleiner Vergnügungspark für kleine Kinder (Land van Jan Klaassen)
- in Azewijn wird jedes Jahr, zum Auftakt der Kirmes, eine Fronleichnamsprozession gehalten